# بنرویل سور مر
بنرویل سور مر (به فرانسوی: Benerville-sur-Mer) یک کمون در فرانسه است که در canton of Trouville-sur-Mer واقع شده‌است. بنرویل سور مر ۳٫۰۳ کیلومتر مربع مساحت دارد ۱۱۲ متر بالاتر از سطح دریا واقع شده‌است.